# Hansen-Bahia
Hansen-Bahia (* 19. April 1915 in Hamburg; † 28. Juni 1978 in São Paulo, Brasilien; eigentlich Karl-Heinz Hansen) war ein deutscher Maler und vor allem Druckgrafiker, der später die brasilianische Staatsbürgerschaft annahm. 

## Leben
Seine Kindheit verbrachte er in Hamburg, ging hier zur Schule und erlernte von 1930 bis 1933 das Malerhandwerk. Von Anfang an war er umtriebig: Zunächst machte er eine Reise nach Italien und schlug sich als Eisverkäufer und Artist in einem Wanderzirkus durchs Leben. Von 1935 bis 1936 diente er als Matrose bei der Reichsmarine, um anschließend bei der Feuerwehr eingesetzt zu werden. Bis 1945 war er Soldat. Das Kriegsende erlebte er an der Oderfront. 
Seine erste Begegnung mit der bildenden Kunst hatte er bei den Malern Paul Borchers und Fritz Schirrmacher, wo er Sonntagsmalerei übte – wie er selbst bekundete. Zurück aus dem Krieg, begann Hansen Bilder des zerstörten Hamburgs zu malen, aber auch zu selbstverfassten Märchen. Es folgte eine Ausstellung mit Kinderbüchern. 1946 und 1947 entstanden seine ersten Holzschnittfolgen Totentanz und Christus und Thomas. 
1949 erhielt er eine Einladung der Gripenberg-Stiftung nach Schweden und wanderte im gleichen Jahr über Norwegen und England nach Brasilien aus. Er wurde 1950 Verlagshersteller bei der Comp. Melhoramentes in São Paulo. Allerdings war er jetzt vollends der Kunst verfallen. Er hatte in São Paulo seine erste Ausstellung mit Holzschnitten im Museu de Arte de São Paulo, dem bedeutendsten Kunstmuseum Brasiliens. Er wurde nunmehr von Pietro Maria Bo Bardi, dem Ehemann der Architektin des Museu de Arte, Lina Bo Bardi, gefördert.
Das Jahr 1955 sollte für Hansen-Bahia entscheidend werden. Er reiste auf Vermittlung der Kunstzeitschrift Habitat nach Salvador da Bahia, hatte dort eine Ausstellung, kündigte seine Verlagsanstellung und wurde freischaffender Künstler. Am Strand von Amaralina in Salvador da Bahia richtete er sich ein Atelier ein. Zwischen 1956 und 1958 entstanden eine Vielzahl wichtiger Holzschnittfolgen und zahlreiche Wandbilder für kirchliche und profane Bauten.
1959 kehrte Hansen nach Deutschland zurück und gründete 1960 eine Sommerschule für Holzschnitt in seiner Werkstatt auf Burg Tittmoning im oberbayerischen Landkreis Traunstein. In großformatigen Holzschnitten verarbeitete er darüber hinaus seine brasilianischen Eindrücke. Daneben entstanden acht Buch- und Mappenwerke.
Es hielt ihn aber nur vier Jahre in Bayern. 1963 übernahm er an der Kunstakademie in Addis Abeba in Äthiopien eine Professur und rief eine Grafikklasse ins Leben. Der Deutsche Kulturrat, Köln, veranstaltete daraufhin eine Ausstellung Prof. Hansen-Bahia in Äthiopien und seine Studenten.
Ende 1966 gab er sein Lehramt in Addis Abeba auf, kehrte endgültig nach Brasilien zurück und wurde brasilianischer Staatsbürger. Er übernahm den Lehrstuhl für Graphik an der Bundesuniversität Salvador-Bahia. Darüber hinaus hatte er Lehraufträge an der Universität Bogotá (Kolumbien) und an der Escola de Belas Artes in Belo Horizonte (Minas Gerais, Brasilien). Am Strand von Itapoan (Bahia) schuf er sich ein neues Atelierhaus.
Hansen-Bahia erhielt 1970 den Amerika-Preis der 2. Internationalen Graphik-Biennale, 
Buenos Aires. 
Der berühmte brasilianische Dichter Jorge Amado fügte bereits in den fünfziger Jahren dem Namen Hansen als Ehrung Bahia hinzu. Er ist seitdem unter Hansen-Bahia bekannt. Seine Bindung an sein Geburtsland Deutschland und seine Heimatstadt Hamburg hatte er aber nie verleugnet. Befreundet war er mit Alfred Pohl und dem Fotografen Alois Feichtenberger. Am 28. Juni 1978 erlag Hansen-Bahia in São Paulo einem Krebsleiden.

## Monographien (Auswahl)
- Hansen-Bahia. Stationen und Wegmarken eines Holzschneiders'. Hamburg 1960.
- Jürgen Beckelmann: ´Begegnung mit Hansen - Bahia'. Mit 57 Holzschnittwiedergaben. Darmstadt 1961.
- Konrad Tegtmeier: Hansen-Bahia erzählt von Brasilien. Darmstadt 1962.
- Karl-Heinz Hansen: Primeiro Encontro com a Arte. (Erste Begegnung mit der Kunst). São Paulo 1955.

## Hansen-Bahia als Illustrator / Mappenwerke
- Museu de Arte de São Paulo` 20 Holzschnitte. 25 Exemplare als Mappenwerk. São Paulo 1951.
- Adelbert von Chamisso: Peter Schlemihls wundersame Geschichte. São Paulo 1952.
- Flôr de S. Miguel. Erste Ausgabe mit 46 Holzschnitten. Salvador-Bahia 1956. - Zweite Ausgabe mit 13 neuen und 17 Holzschnitten der 1. Auflage. Salvador-Bahia 1957. Dritte Ausgabe mit 34 Holzschnitten. Volksausgabe in Buchdruck, dreisprachig. Salvador-Bahia 1958.
- B. Traven: Sonnen-Schöpfung. Indianische Legende. 12 Holzschnitt-Illustrationen. Hannover 1960.
- Der große Tittmoninger Kreuzweg. 14 Holzschnitte Hildesheim 1964.
- Bertolt Brecht: Songs aus der Dreigroschenoper. 21 Holzschnitte. Typografie Richard von Sichowsky. Hamburg 1961.
- Die Abenteuer des Odysseus. 12 Holzschnitte (zuzüglich Titelbild). Hamburg/Darmstadt 1962.
- Die Nibelungen. 19 Holzschnitte (zuzüglich Schlussvignette). Zu Versen der Nibelungen-Sage (Fassung von K. Simrock). Duisburg 1962. Daneben erschien eine textfreie Handdruckausgabe mit 20 Holzschnitten in Kassette. Duisburg 1963.
- Holzschnitte über das Leben und die Taten des Prinzen Eugen'. 16 Holzschnitte zu den 1730/39 erschienenen "Helden - Thaten des großen Feld - Herrns Eugenii". Wien/München 1963.
- Holzschnitte zu den Balladen des François Villon. 27 Holzschnitte (zuzüglich Selbstporträt). Hannover 1963.
- Joachim Fernau: Und sie schämeten sich nicht. Ein Zweitausendjahr-Bericht. 20 Holzschnitte. Berlin 1964.
- Stefan Andres: Noah und seine Kinder. 16 Holzschnitt-Illustrationen. München 1968. (1968 auf der Frankfurter Buchmesse prämiert als eines der "Schönsten deutschen Bücher".)
- Lukian - Die Hetärengespräche. Deutsch von Chr. M, Wieland. 22 zweifarbige Holzschnitte Hamburg 1971. – Auch als Vorzugsausgabe (Mappenwerk).

## Kataloge (Auswahl)
- Museu de Arte Moderna. São Paulo 1954.
- Galeria Bonino. Buenos Aires 1955.
- Museu de Arte Moderna. São Paulo 1956.
- Galeria Bonino. Buenos Aires 1958.
- Katalog ´A Bahia de Hansen' - Show Europe 1958/59. Melhoramentos de São Paulo, Indústrias de Papel. São Paulo o. J.
- Katalog Hansen-Bahia. Hamburg 1960. (Mit Texten von P. M. Bardi, Jorge Amado, Remigius Netzer u. a.) Köln 1960.
- Hansen-Bahia 49-69 und 20 años en la obra de Hansen-Bahia'. Instituto Cultural Brasil Alemanha bzw. Instituto Goethe con la colaboración del Museo Municipal de Artes Plásticas Sívorini. Salvador-Bahia und Buenos Aires 1970.
- Deutscher Holzschnitt im 20. Jahrhundert. Kunstverein in Braunschweig e. V. Braunschweig 1964.
- Katalog Deutscher Holzschnitt von der Frühzeit bis zur Gegenwart'. Herausgeber: Gesellschaft der Freunde junger Kunst Baden-Baden. Baden-Baden 1966.
- Karl A. Reiser: Katalog Deutsche Graphik der letzten hundert Jahre. In der Schriftenreihe Kunst und Altertum am Rhein - Führer des Rheinischen Landesmuseums in Bonn, Nr. 14. Düsseldorf 1968.

## Aufsätze über Hansen-Bahia (Auswahl)
- Wolfgang Pfeiffer: Karl-Heinz Hansen. DIE KUNST und das schöne Heim. Monatsschrift für Malerei, Plastik, Graphik, Architektur und Wohnkultur. Jahrgang 53. München 1955, S. 54f.
- Gherardo Metsch: Hansen-Bahia. Ein deutscher Graphiker in Brasilien. DIE KUNST und das schöne Heim. Jahrgang 57. München 1959, S. 294f.
- Remigius Netzer: Holzschnitte von Hansen-Bahia. GEBRAUCHSGRAPHIK – International Advertising Art. Jahrgang 27. München 1959.
- Helmut Kindler (Hrsg.): Bilder aus Bahia. Das Werk des deutschen Holzschneiders Hansen. DAS SCHÖNSTE - Die Kunst- und Literaturrevue. Jahrgang 5, Heft III. München 1959, S. 44.
- Maurice Morisset: Hansen-Bahia. ARTS. Paris 1960.
- Helmut Kindler (Hrsg.): Ein Meisterkurs für den Holzschnitt (m. Fotos von Stefan Moses). DAS SCHÖNSTE - Die Kunst- und Literaturrevue. Jahrgang 6, Heft XI. München 1960, S. 74ff.
- Armin Eichholz: im Mondlicht von Soho. Holzschnitte von Hansen-Bahia zur Dreigroschenoper. GEBRAUCHSGRAPHIK - International Advertising Art. Jahrgang 30, Heft 2. München 1962, S. 8ff.
- Joachim Fernau: Dämonie in Holz. Hansen-Bahia illustriert die Nibelungen. DIE KUNST und das schöne Heim. Jahrgang 61. München 1963, S. 556f.
- Hans-Joachim Gelberg: Der Weg des Holzschneiders Hansen-Bahia. ILLUSTRATION 63. Zeitschrift für die Buchillustration. Jahrgang III, Heft 2. Memmingen 1965.
- N. N.: Die Kunstschule von Addis Abeba. MERIAN. Das Monatsheft der Städte und Landschaften. Heft 10/XIX "Äthiopien". Hamburg 1966.